# Благовещенская церковь (Лосево, Павловский район)
Благовещенская церковь — православный храм в селе Лосево Павловского района Воронежской области, один из памятников архитектуры барокко в Воронежской области.

## История
Каменная церковь с колокольней была построена в 1762 году. В начале 1930-х годов была закрыта, колокола сняты. По просьбе верующих храм на некоторое время открыли, снова закрыли в 1937 году. В храме был устроен колхозный склад. В 1948 году храм снова был открыт. В начале 1970-х годов была сделана попытка закрыть церковь, но это удалось предотвратить.